# 37. SS-Freiwilligen-Kavallerie-Division
De 37. SS-Freiwilligen-Kavallerie-Division "Lützow" was een divisie van de Waffen-SS. De eenheid werd in februari 1945 opgericht en was uitsluitend actief aan het oostfront. De divisie gaf zich begin mei 1945 over aan de Amerikaanse troepen in Oostenrijk en werd daarna opgeheven.

## Oprichting
De divisie werd in februari 1945 opgericht uit onderdelen van de 8. SS-Kavallerie-Division Florian Geyer en de 22. SS-Freiwilligen-Kavallerie-Division. Een groot deel van de rekruten waren Volksduitsers uit Hongarije die op jonge leeftijd als dienstplichtige bij de Waffen-SS waren ingelijfd. De bedoeling was dat de divisie uit drie regimenten, met elk twee bataljons, zou bestaan. Echter, wegens een gebrek aan manschappen en uitrusting, werden er slechts twee onderbezette regimenten opgericht als gevechtseenheden.
De divisie werd aanvankelijk geleid door SS-Standartenführer Waldemar Fegelein, maar al in maart werd hij vervangen door de meer bekwame SS-Standartenführer Karl Gesele.

## Krijgsgeschiedenis
De divisie werd gestationeerd in Hongarije, waar het als onderdeel van het 6e Pantserleger in de laatste weken hevige strijd leverde met de oprukkende troepen van het Rode Leger. Begin mei trok de divisie, samen met de overige eenheden van het 6e Pantserleger, naar Oostenrijk, waar ze zich aan de Amerikaanse troepen overgaven.

## Commandanten[4]
| Rang                                    | Naam              | Begin            | Eind       |
| --------------------------------------- | ----------------- | ---------------- | ---------- |
| SS-Standartenführer d. R. der Waffen-SS | Waldemar Fegelein | 26 februari 1944 | maart 1945 |
| SS-Standartenführer der Waffen-SS       | Karl Gesele       | maart 1945       | 8 mei 1945 |

## Samenstelling[5]
- SS-Kavallerie Regiment 92
- SS-Kavallerie Regiment 93
- SS-Kavallerie Regiment 94
- SS-Artillerie-Abteilung 37 (twee batterijen met 10.5 cm leFH 18)
- SS-Aufklärungs-Abteilung 37
- SS-Panzerjäger-Abteilung 37 (een compagnie uitgerust met Hetzers)
- SS-Pionier-Bataillion 37
- SS-Nachrichten-Kompanie 37
- SS-Sanitäts-Abteilung 37
- SS-Nachschub-Truppen 37
- Feldersatz-Bataillon 37

Geplande samenstelling februari 1945
- Brigadestab
- SS-Freiwilligen-Kavallerie-Regiment 92
- SS-Freiwilligen-Kavallerie-Regiment 93
- SS-Panzerzerstörer-Kompanie
- SS-Artillerie-Regiment 37
- SS-Panzerjäger-Abteilung 37
- SS-Aufklärungs-Abteilung 37
- SS-Pionier-Bataillon 37
- SS-Divisions-Nachrichten-Kompanie 37
- SS-Divisions-Verwaltungs-Kompanie 37